# Sichote-Alin
Sichote-Alin eller Sikhote-Alin (ryska: Сихотэ́-Али́нь) är en bergskedja i östra Ryssland. 
År 2001 utsåg Unesco den del av bergskedjan som ligger på gränsen mellan regionerna Primorje och Chabarovsk till ett världsarvsområde, med motivering utifrån dess stora betydelse för den biologiska mångfalden i området.
I världsarvsområdet, som inklusive buffertzonen omfattar cirka 16 319 kvadratkilometer, finns flera olika slags tempererade skogar, som barrskog, blandskog och lövskog och den stora variationen i skogstyper är ett av de naturvärden som området är mest uppmärksammat för. 
Denna variation har uppstått genom områdets klimatförhållanden. Den ena sidan av Sichote-Alin vetter ut mot Japanska havet och har ett mildare maritimt klimat, medan den andra sidan som vetter in mot landet har ett strängare inlandsklimat, där temperaturen kan falla till minus 50 grader under vintern. En annan faktor som påverkar vegetationen väldigt mycket är höjden och de högsta bergen i världsarvsområdet är runt 2 000 meter höga.
Sammanlagt känner man till runt 1 200 arter av kärlväxter i Sichote-Alin. Några av de mest uppmärksammade av dessa är ginseng och sibirisk gingseng.
Faunan inkluderar omkring 65 större däggdjursarter, såsom ren, sikahjort, brunbjörn, amurleopard, sibirisk tiger och varg. Dessutom finns det runt 241 olika fågelarter och 51 arter av sötvattenfiskar.